# Bridge of Earn
Bridge of Earn (gael. Drochaid Èireann) – wieś we wschodniej Szkocji, w jednostce administracyjnej Perth and Kinross, historycznie w hrabstwie Perthshire, położona na południowym brzegu rzeki Earn, około 5 km na południe od Perth. W 2011 roku liczyła 2709 mieszkańców.
Miejscowość swoją nazwę zawdzięcza mostowi, który istniał w tym miejscu od XIV wieku, na szlaku z Perth do Edynburga. Obecny most zbudowany został w latach 1819–1822. Współcześnie wieś od wschodu omija autostrada M90, wybudowana w 1977 roku.
W XIX wieku wieś rozwinęła się jako uzdrowisko, za sprawą położonych nieopodal źródeł wód mineralnych Pitkeathly Wells. Ich eksploatacji zaprzestano w 1949 roku. Podczas II wojny światowej na wschód od miejscowości zbudowany został szpital, który funkcjonował do 1993 roku, obecnie zburzony. Przez wieś przebiega linia kolejowa prowadząca z Perth do Ladybank; do 1964 roku znajdowała się tu stacja kolejowa. Wieś znacznie się rozbudowała od lat 80. XX wieku i na początku XXI wieku.